# Borrie kyrka
Borrie kyrka är en kyrkobyggnad i Borrie. Den tillhör Stora Köpinge församling i Lunds stift och var tidigare församlingskyrka i Borrie församling.

## Kyrkobyggnaden
Kyrkan är en av de äldsta och minsta i Skåne. Den är byggd av kalksten och sandsten. Den tillkom troligen under mitten av 1100-talet och har en del gemensamt med de anglo-iriska kyrkorna. Främst gäller det triumfbågen och området runt den. På vardera sida om triumfbågen finns två mindre bågar. Dessa utgör öppningar till två absidioler, absidformade altarnischer. Kyrkan har därmed tre altare. Dessa vaktas av skulpterade lejon och ryttare. Under senmedeltiden byggdes ett torn.
1869/1874 övergavs kyrkan eftersom den befanns vara "alltför bristfällig". I stället byggde man om koret och gjorde det till ett klocktorn medan man lät tornet och långhuset förfalla.
Under 1920-talet började församlingsmedlemmar och andra intresserade engagera sig för en återuppbyggnad av den gamla kyrkan, som då var ruin. Denna renovering gjordes också på 1920-talet och syftade till att återge kyrkan dess gamla skick. Men tornet byggdes inte upp igen.
När man restaurerade kyrkan framhävdes de anglosaxiska dragen. Därför putsades aldrig murarna, absiden byggdes helt om, tribun- och triumfbågen restaurerades och långhusportalerna frilades.
Kyrkan inhägnas av häckar.
1978 avbildades kyrkan på föreningen Skånelands flaggas julmärken.

## Inventarier
- En rikt skuren altaruppsats i högaltaret gjordes vid 1600-talets början och har Kristian IV:s namnschiffer.
- På norra långhusväggen finns ett stort triumfkrucifix från 1400-talet.
- Det finns en vackert smidd ljusbärare.
- En triumfbåge med altarnischer, djurfigurer och pilastrar.
- I södra altarnischen finns ett rökelsekar av romansk typ.
- I kyrkan finns ett harmonium.

## Bildgalleri

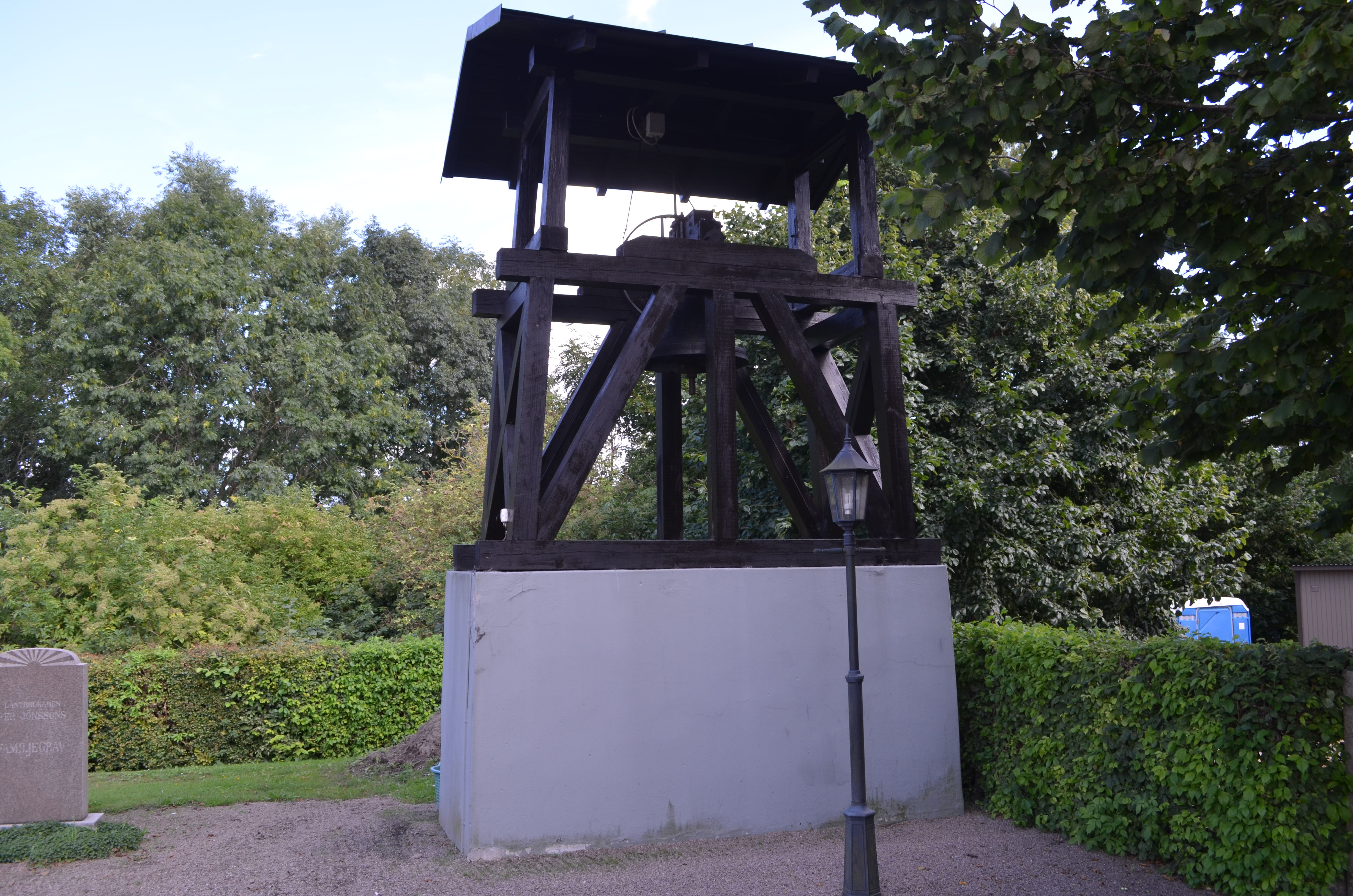
Borrie kyrkas klockstapel 2015
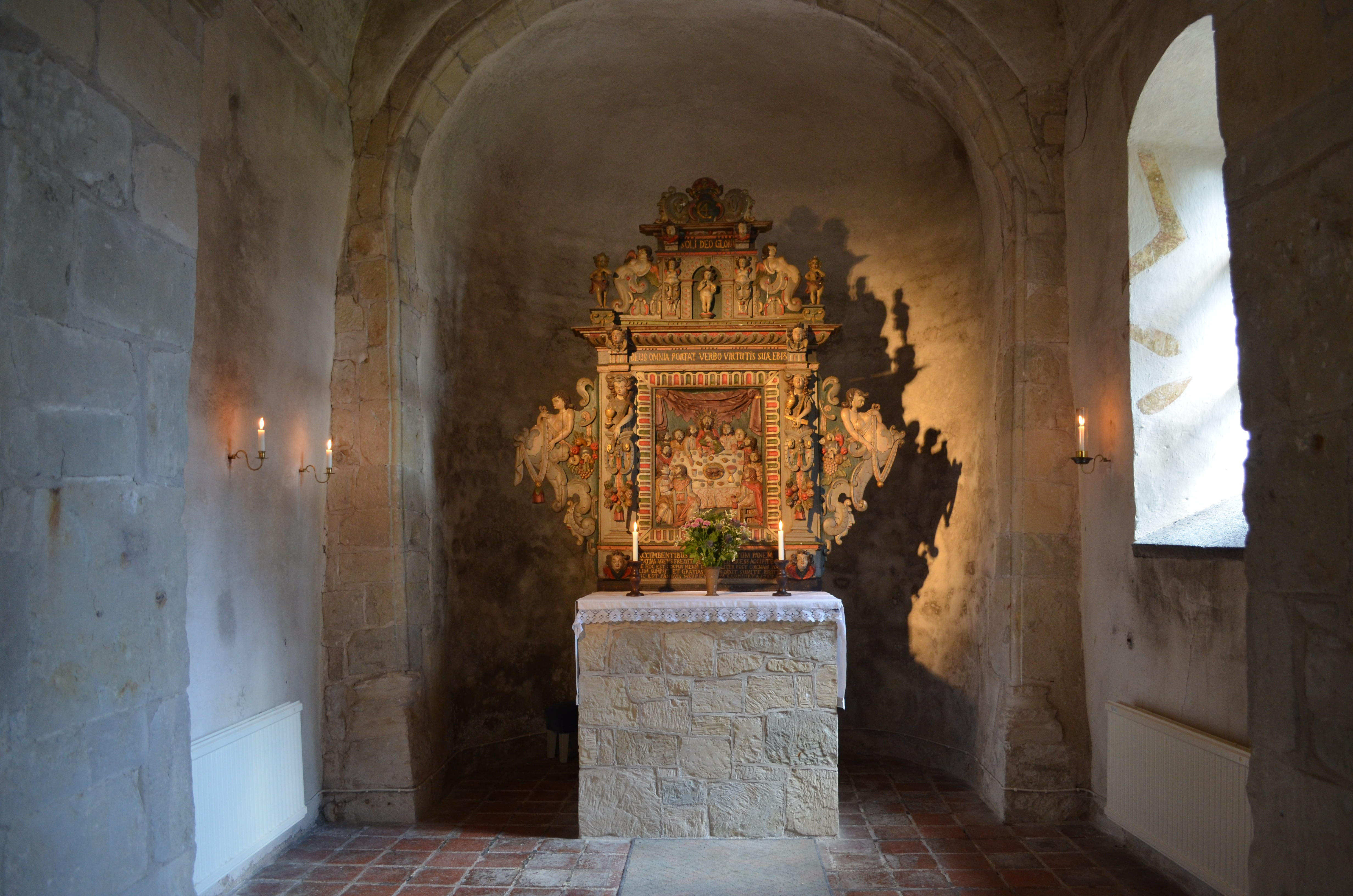
Borrie kyrkas altare 2015
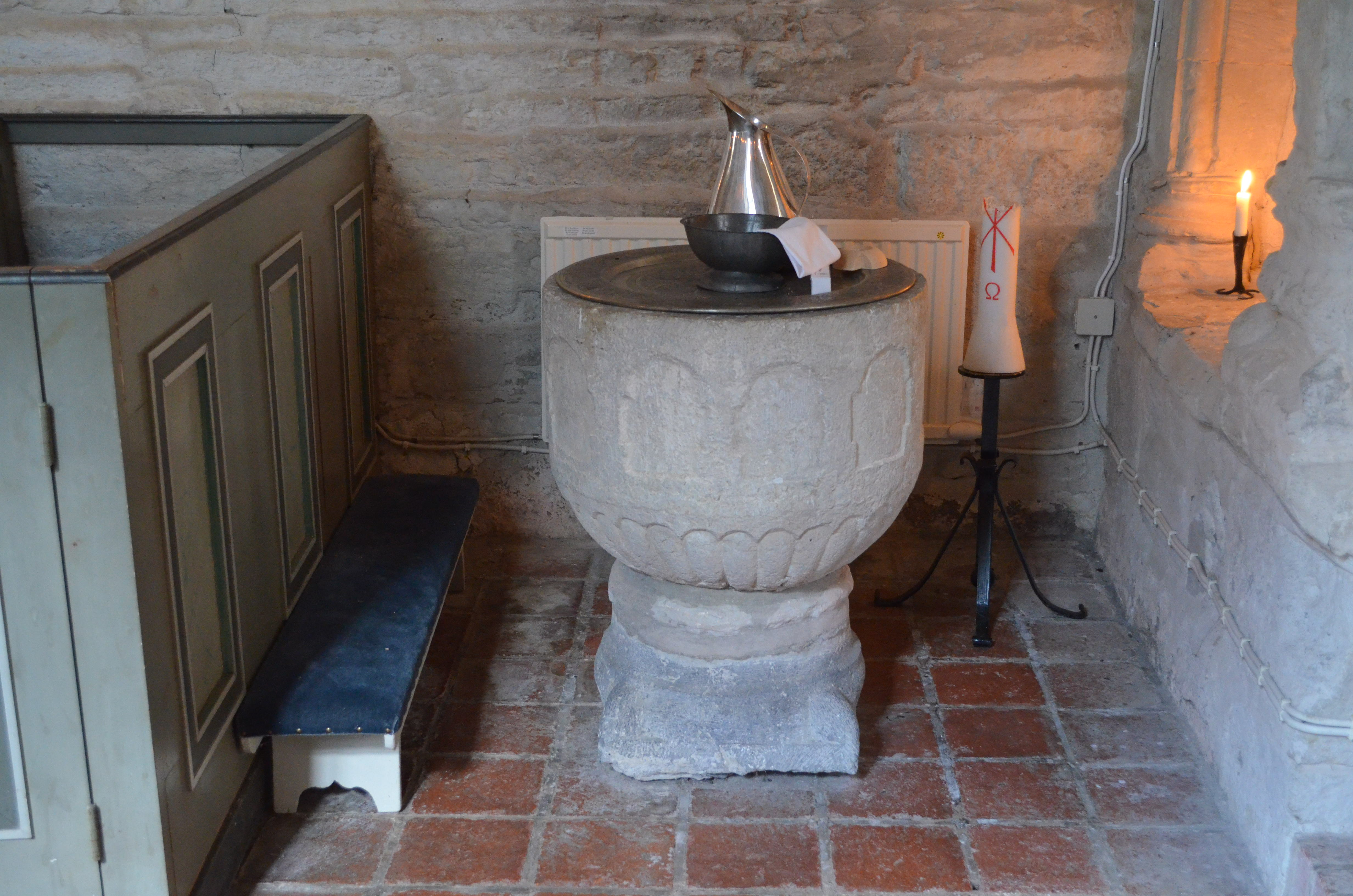
kyrkas dopfunt 2015
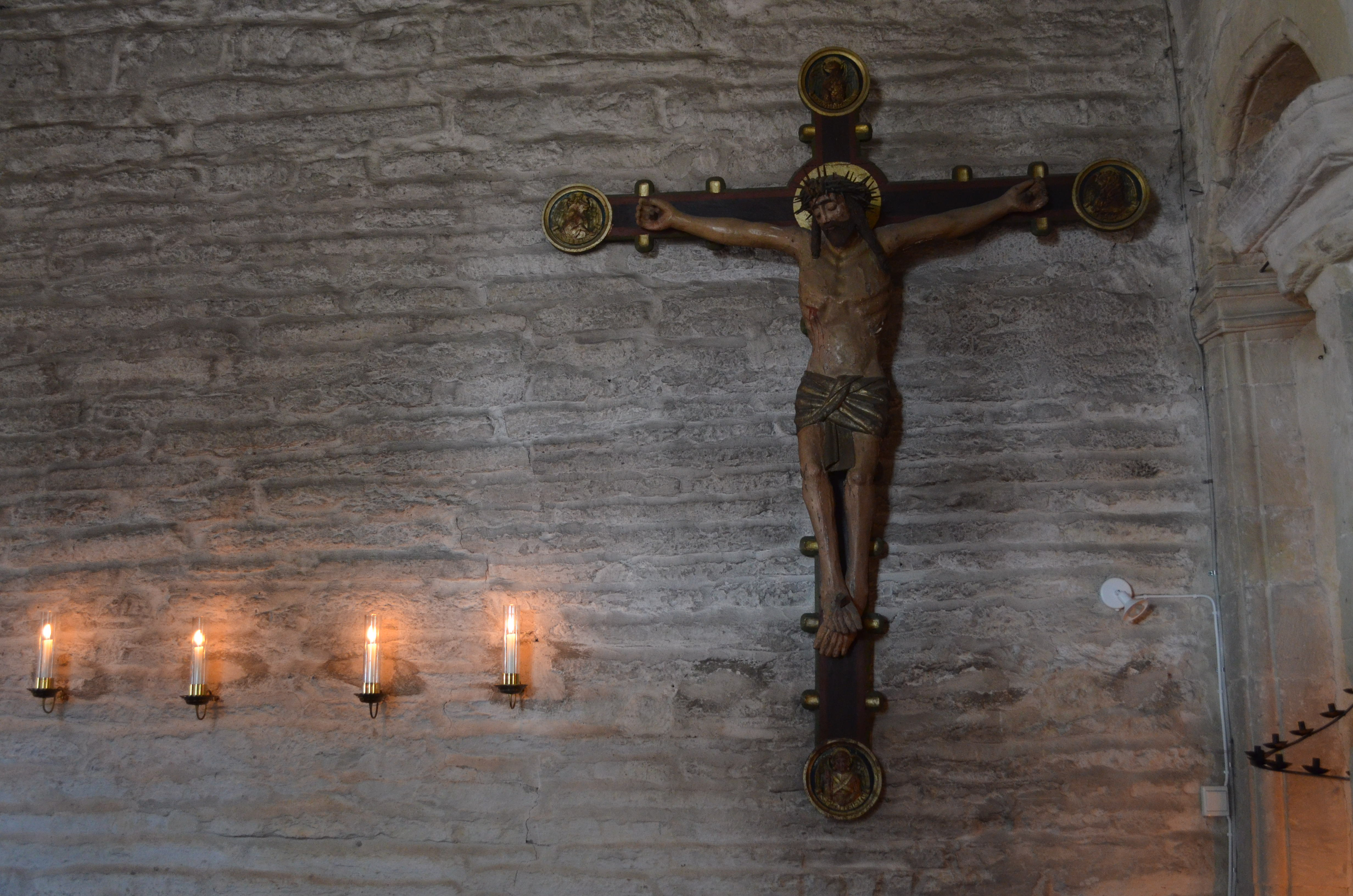
Borrie kyrkas krucifix 2015
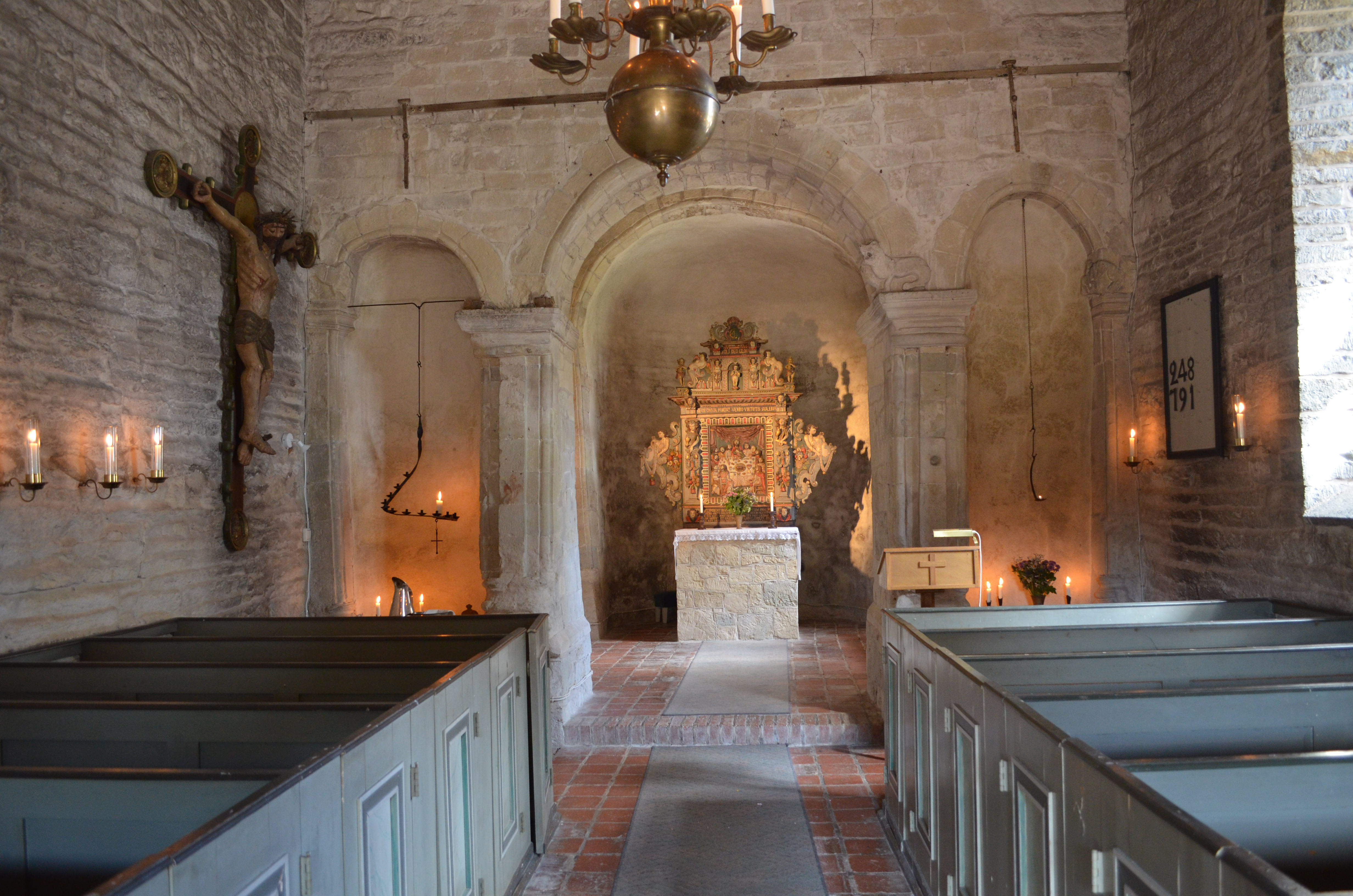
Borrie kyrkas kyrksal 2015

### Webbkällor
- Stora Köpinge församling
- Ystads kommun
- Tore Johansson, red (1988). Inventarium över svenska orglar: 1988:I, Lunds stift. Tostared: Förlag Svenska orglar. Libris 4108784
- Wikimedia Commons har media som rör Borrie kyrka.